# کازوکی کوترا
کازوکی کوترا (انگلیسی: Kazuki Kotera؛ زادهٔ ۱۰ ژوئیهٔ ۱۹۸۳) بازیکن فوتبال اهل ژاپن است.